# Оейсіс (Нью-Мексико)
Оейсіс (англ. Oasis) — переписна місцевість (CDP) в США, в окрузі Сьєрра штату Нью-Мексико. Населення — 161 особа (2020).

## Географія
Оейсіс розташований за координатами 32°55′40″ пн. ш. 107°18′59″ зх. д. / 32.92778° пн. ш. 107.31639° зх. д. (32.927701, -107.316417).  За даними Бюро перепису населення США в 2010 році переписна місцевість мала площу 5,41 км², уся площа — суходіл.

## Демографія
Згідно з переписом 2010 року, у переписній місцевості мешкало 149 осіб у 77 домогосподарствах у складі 39 родин. Густота населення становила 28 осіб/км².  Було 100 помешкань (18/км²).
Расовий склад населення:
| - 91,3 % — білих - 2,0 % — корінних американців - 1,3 % — чорних або афроамериканців - 0,7 % — азіатів - 2,7 % — осіб інших рас |

До двох чи більше рас належало 2,0 %. Частка іспаномовних становила 12,1 % від усіх жителів.
За віковим діапазоном населення розподілялося таким чином: 12,8 % — особи молодші 18 років, 61,0 % — особи у віці 18—64 років, 26,2 % — особи у віці 65 років та старші. Медіана віку мешканця становила 55,8 року. На 100 осіб жіночої статі у переписній місцевості припадало 91,0 чоловіків;  на 100 жінок у віці від 18 років та старших — 94,0 чоловіків також старших 18 років.
Цивільне працевлаштоване населення становило 0 осіб. 